# Mamma (Beniamino Gigli)
Mamma è una canzone popolare italiana composta  nel 1939 da Cesare Andrea Bixio e Bixio Cherubini ed interpretata inizialmente da Beniamino Gigli. Il brano è stato inserito nell'album Récital au Carnegie Hall, 1955 (La Voix de son Maître – FALP 30216), pubblicato in Francia.
Fa parte della colonna sonora dell'omonimo film del 1941 diretto da Guido Brignone, in cui lo stesso Gigli recita nella parte del protagonista. La canzone, più che il film, riscosse un successo mondiale.

## Cover
- 1965 - Charles Craig  con il titolo Mamma, son tanto felice nell'album Love Songs from Italy (World Record Club – FE-88), pubblicato in Australia
- 1984 - Luciano Pavarotti, singolo (London Records – 414 201-7); album Pavarotti – Le più belle romanze e canzoni (Decca Records – 417 451 - 2)
- 1989 - Tereza, album Nezaboravne melodije (Orfej RTZ – CAO-05001)
- 1998 - Ines Rizzardo con il titolo Mamma son tanto felice nell'album E tanto amore... (Studio Master Gravações e Produções – TAL 003), pubblicato in Brasile
- 2001 - Mutzhi Mambo  con il titolo Mamma son tanto felice nell'album La terra brucia (Alcolico Records – MM343)